# Parafia św. Małgorzaty w Janisławicach
Parafia świętej Małgorzaty w Janisławicach – parafia rzymskokatolicka, znajdująca się w diecezji łowickiej, w dekanacie Skierniewice – Najświętszego Serca Pana Jezusa. 